# Adriana Zubiate
Adriana Zubiate Flores (Lima, 11 marzo 1982) è un'ex modella, conduttrice televisiva ed ex cestista peruviana, vincitrice del concorso Miss Perù nel 2002.

## Biografia
Ex giocatrice di pallacanestro, ha studiato medicina veterinaria presso l'Universidad Nacional Mayor de San Marcos. Nel 2002 vince il titolo di Miss Perù che le dà il diritto di rappresentare la propria nazione in occasione del concorso di bellezza internazionale Miss Universo 2002, che si svolge il 29 maggio 2002 a San Juan a Porto Rico.
Successivamente ha intrapreso la carriera di presentatrice televisiva. Dopo varie esperienze poco significative ed una partecipazione al talent show Bailando por un sueño (l'edizione peruviana di Ballando con le stelle, la Zubieta ha recitato nella fiction poliziesca Broders ed ha ottenuto la conduzione di Locas y divinas nel 2009 e di Chollyshow nel 2011, in onda su ATV e che ha condotto fino agli inizi del 2014.